# Guéret
Guéret er en mindre fransk provinsby. Den er hovedsæde i departementet Creuse.